# ۱۴۱۳ (میلادی)
۱۴۱۳ (میلادی) هزار و چهارصد  و سیزدهمین سال تقویم میلادی است.

## درگذشتگان
- 20 مارس - هنری چهارم انگلستان : پادشاه انگلستان.

‎